# Ee ja nai ka
Ee ja nai ka (ええじゃないか Thì chả tốt sao?) là một tổ hợp các lễ kỷ niệm tôn giáo mang tính hội hè và các hoạt động cộng đồng, thường được hiểu là các cuộc kháng nghị chính trị/xã hội, xảy ra ở nhiều vùng của Nhật Bản từ tháng 6 năm 1867 đến tháng 5 năm 1868, vào cuối thời kỳ Edo và đầu thời Minh Trị Duy tân. Đặc biệt dữ dội trong Chiến tranh Boshin, phong trào bắt nguồn từ vùng Kansai, gần Kyoto.

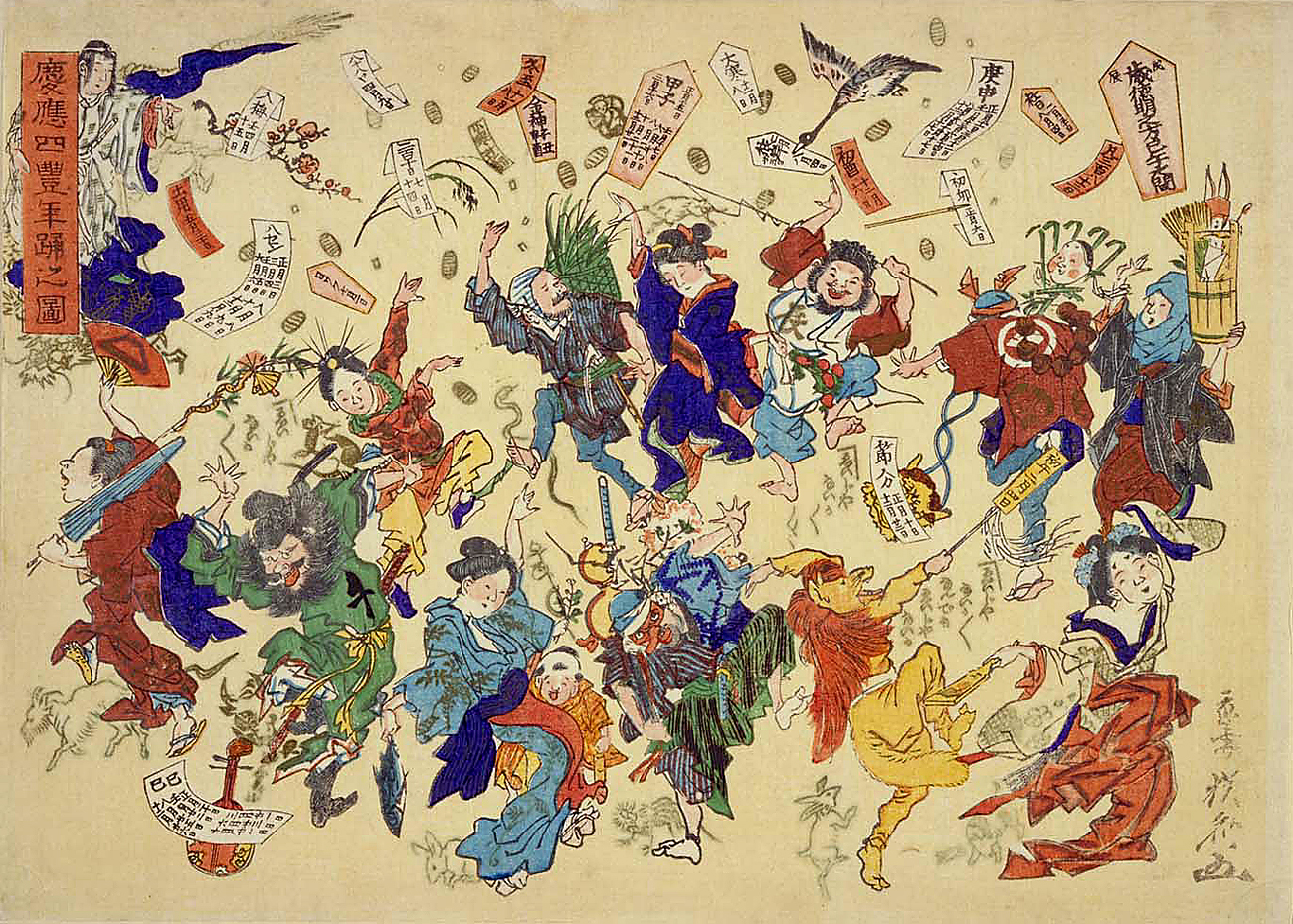
Cảnh nhảy múa "Ee ja nai ka", 1868

Ở miền Tây Nhật Bản, ee ja nai ka ban đầu xuất hiện dưới hình thức lễ hội khiêu vũ, thường liên quan đến các công trình công cộng, phép thuật mưa, hoặc các điệu múa dành cho người chết. Khi bùa hộ mệnh linh thiêng được cho là từ trên trời rơi xuống, các lễ kỷ niệm tạ ơn cho những chiếc bùa hộ mệnh này đã được thêm vào có thể kéo dài trong vài ngày và đưa toàn bộ cộng đồng nông thôn và thành thị ra khỏi cuộc sống hàng ngày. Quà tặng được trao đổi, các nhóm thanh niên tổ chức các buổi khiêu vũ quần chúng bao gồm mặc trang phục khác giới, trang phục cầu kỳ hoặc không mặc quần áo. Để bày tỏ lòng biết ơn đối với các kami hoặc các vị phật đã ban bùa hộ mệnh cho họ, nhiều người đã hành hương đến các nơi chốn tôn thiêng ở địa phương hoặc khu vực. Thuật ngữ ee ja nai ka là một điệp ngữ trong các bài hát nổi tiếng được biểu diễn trong các hoạt động này và do đó sau đó được chọn làm tên gọi. Nghĩa của cụm từ vừa mang tính thách thức vừa mang tính định mệnh, và nó được dịch là "Ai quan tâm?", "Tại sao không?", Hoặc "Cái quái gì vậy?", Cùng với các dòng "Ai quan tâm nếu chúng tôi cởi quần áo?", " Ai quan tâm nếu chúng tôi có quan hệ tình dục?".
Sự đa dạng và cạnh tranh lớn của tập tục tôn giáo ở Nhật Bản thời kỳ tiền hiện đại đã giúp hình thành nên nhiều sự kiện. Có ý kiến cho rằng các nhà hoạt động tôn giáo, chẳng hạn như các tu sĩ và các nhà thuyết giáo lưu động, đã đóng vai trò chính trong việc chế tạo các "cơn mưa bùa chú", và một số nghi phạm thậm chí đã bị viên thủ bị bắt quả tang. Thanh niên thích tổ chức các bữa tiệc ăn mừng, hoặc trở thành nhà lãnh đạo tinh thần, cũng bị nghi ngờ và trong một số trường hợp bị kết án.
Ee ja nai ka không được liên kết với bất kỳ nền tảng chính trị cụ thể nào, mặc dù nó thường được hiểu "là một hình thức phản đối chính trị khi các cách thức khác [đều] bị chặn", để phản ứng với Mạc phủ Tokugawa đang sụp đổ. Sự thất vọng liên quan đến việc thiếu lãnh đạo chính trị, sự ghê tởm đối với người nước ngoài theo đạo Thiên Chúa và phương Tây, và các dấu hiệu chỉ trích xã hội/chính trị khác thường xuyên xuất hiện. Không có bằng chứng cho bất kỳ cơ cấu chính trị phối hợp hoặc dàn dựng của ee ja nai ka, dù cũng được dân chúng đồn đại nhiều.
Phong trào lan rộng khắp toàn quốc, cuối cùng đi đến bạo lực của đám đông trước khi chấm dứt. Sự kết thúc của ee ja nai ka đồng thời với sự bắt đầu công cuộc Minh Trị Duy tân và hiện đại hóa theo kiểu phương Tây của Nhật Bản.
Năm 1981, đạo diễn Shohei Imamura đã sản xuất bộ phim Eijanaika, giúp đưa ra cách giải thích không chính xác về mặt lịch sử về các sự kiện nhưng vẫn nắm bắt được bầu không khí bất ổn và căng thẳng của thời đại. Imamura trước đây từng giúp viết kịch bản cho bộ phim năm 1957 của Yuzo Kawashima mang tên Mặt trời trong những ngày cuối cùng của Mạc phủ (幕末太陽傳 Bakumatsu taiyōden). Thời đại này cũng được mô tả trong bộ phim Red Lion (赤毛 Akage) năm 1969 do Toshirō Mifune đóng vai và Kihachi Okamoto đạo diễn. Các hoạt động của ee ja nai ka, cho đến nay vẫn chưa được biết đến như một phần của lịch sử Nhật Bản thời Bakumatsu, trong những năm gần đây đã được đưa vào và ám chỉ đến các tác phẩm lịch sử chính thống, chẳng hạn như các bộ phim truyền hình Taiga drama của NHK như Ryōmaden và Yae no Sakura.